# Lussac (Gironde)
Lussac település Franciaországban, Gironde megyében. Lakosainak száma 1146 fő (2022. január 1.). Lussac Puisseguin, Abzac, Les Artigues-de-Lussac, Montagne, Petit-Palais-et-Cornemps, Saint-Médard-de-Guizières és Tayac községekkel határos.

## Népesség
A település népességének változása:
| Lakosok száma | 1556 | 1428 | 1414 | 1303 | 1314 | 1284 | 1261 | 1240 | 1223 | 1146 |
|               | 1968 | 1982 | 1990 | 2006 | 2013 | 2015 | 2017 | 2019 | 2020 | 2022 |